# Richmond (Londres)
Pour les articles homonymes, voir Richmond.
 (janvier 2024).
Si vous disposez d'ouvrages ou d'articles de référence ou si vous connaissez des sites web de qualité traitant du thème abordé ici, merci de compléter l'article en donnant les références utiles à sa vérifiabilité et en les liant à la section « Notes et références ».
Richmond est une ville du district de Richmond upon Thames dans la banlieue sud-ouest du Grand Londres. Elle est desservie par la station de métro homonyme au terminus de la District line.
Le nom « Richmond upon Thames » est souvent utilisé, incorrectement, pour se référer à la ville de Richmond ; en fait, contrairement à la ville voisine de Kingston upon Thames, le suffixe devrait être utilisé seulement en référence au borough de Londres.

## Histoire

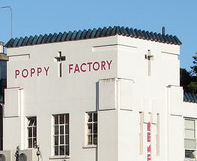
L'usine des coquelicots (« Poppy Factory ») où les poppies de la Royal British Legion sont fabriqués.

Ce lieu était auparavant une partie d'un autre lieu nommé Shene. En 1501, le roi Henri VII y fit construire le palais de Richmond (aujourd'hui en grande partie disparu), qu'il nomma d'après son ancien titre de comte de Richmond, qu'il porta de 1457 à 1461. C'est dans ce palais qu'Henri VII mourut en 1509. La reine Élisabeth Ire y mourut aussi en 1603.
L'écrivaine George Eliot habita à Richmond entre 1855 et 1859, et écrivit son premier ouvrage, Amos Barton, dans cette période. Sa maison fut démolie et un tribunal local occupe maintenant son emplacement, qui est marqué par une plaque commémorative.
Après la Première Guerre mondiale en 1921, un ancien hôtel de Richmond portant le nom de Star and Garter (Étoile et Jarretière) fut converti en maison pour les ex-soldats et ex-marins invalides. Il a assuré cette fonction jusqu'à 2013, quand il a été vendu. Aussi dans cette période, en 1922, une usine à Richmond commença à fabriquer les coquelicots (poppies en anglais) qui sont vendus et portés par les Britanniques au début de chaque mois de novembre, pour se souvenir des victimes de la guerre.

## Lieux d'intérêt

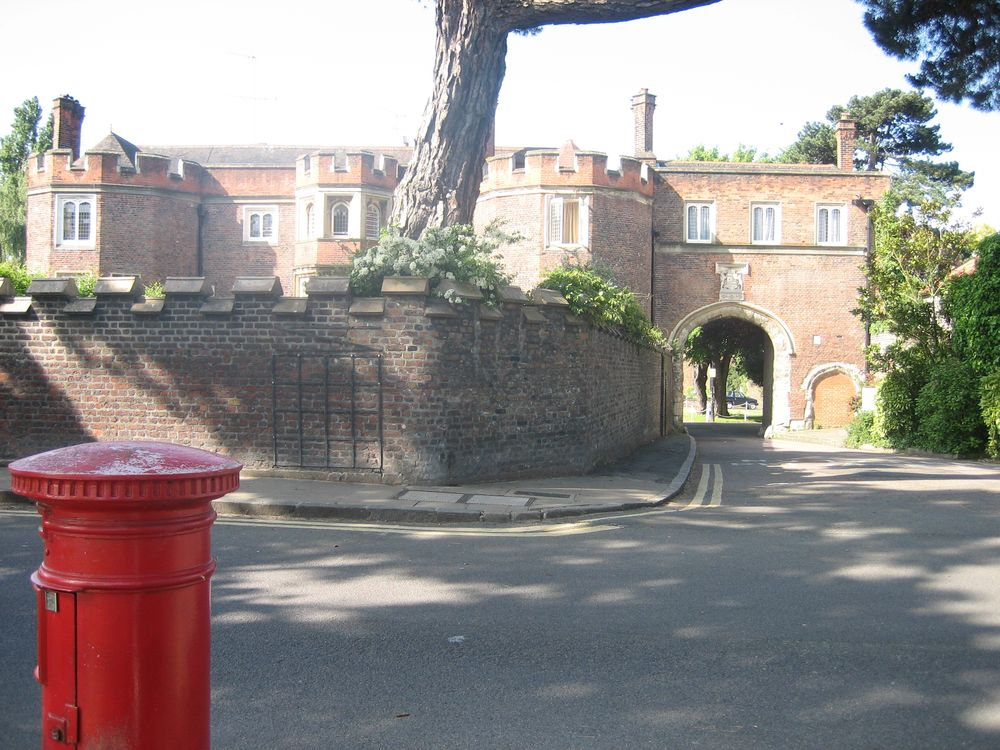
Le palais de Richmond.

Richmond est situé sur la rive sud de la Tamise, mais la rivière fait son cours ici du sud-est au nord-ouest. Sur cette portion de la rivière, il y a un développement de bâtiments désigné par Quinlan Terry (en) qui forment une belle vue. Entre les bâtiments et la rivière il y a des espaces verts et des trottoirs qui fournissent l'accès aux pubs et restaurants. Sur la Tamise ici il y a des jetées pour bateaux de plaisance.

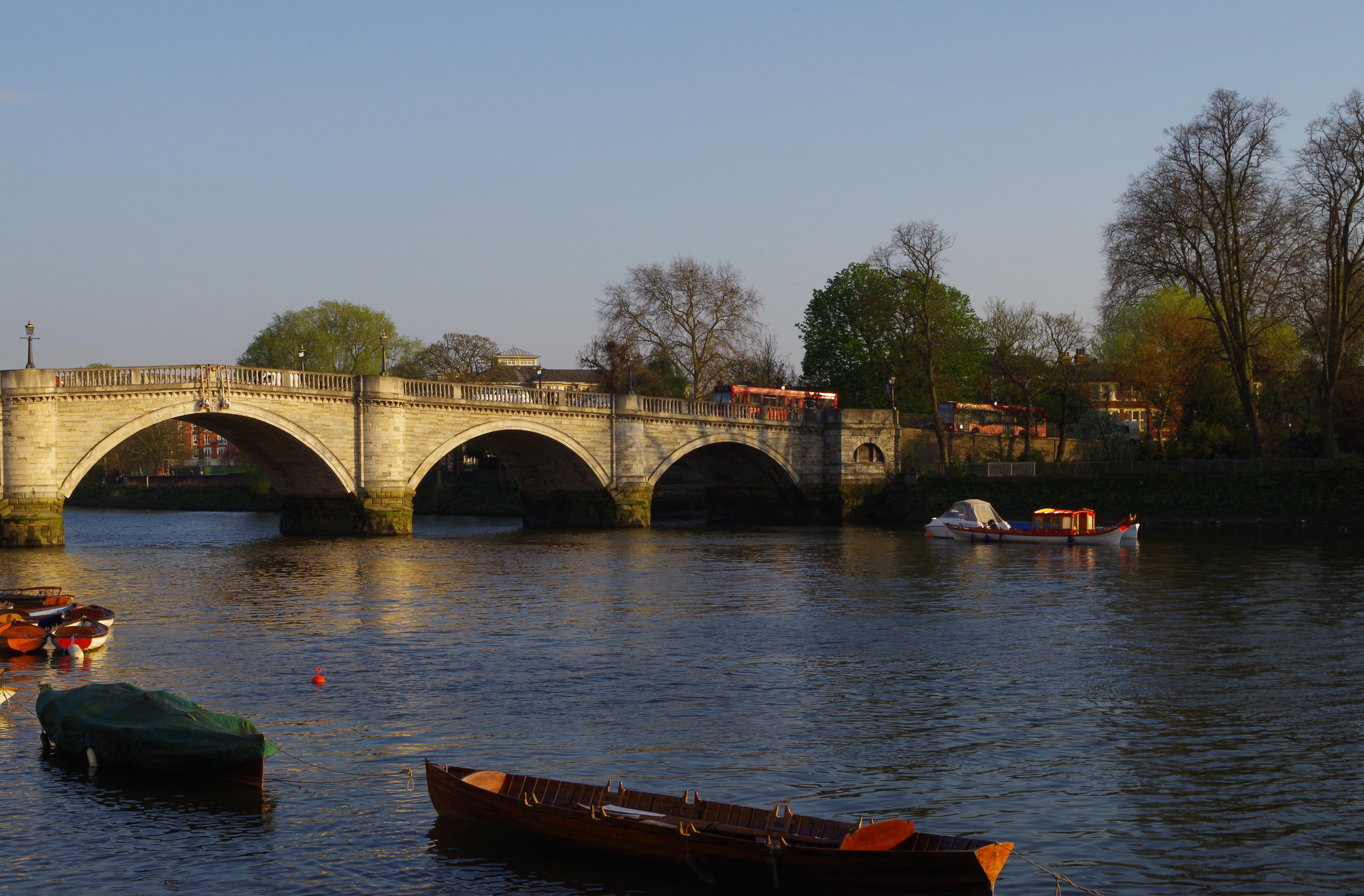
Le pont de Richmond.

Quoique Richmond upon Thames soit le nom du district, la ville de Richmond n'est pas son centre administratif ; Twickenham tient ce rôle. L'ancienne mairie de Richmond abrite aujourd'hui l'office de tourisme et le musée local, qui fut ouvert par la reine Élisabeth II en 1988.
Le pont de Richmond (Richmond Bridge), qui connecte la ville avec Twickenham sur l'autre rive, est le plus ancien pont existant de Londres. Il fut construit entre 1774 et 1777.

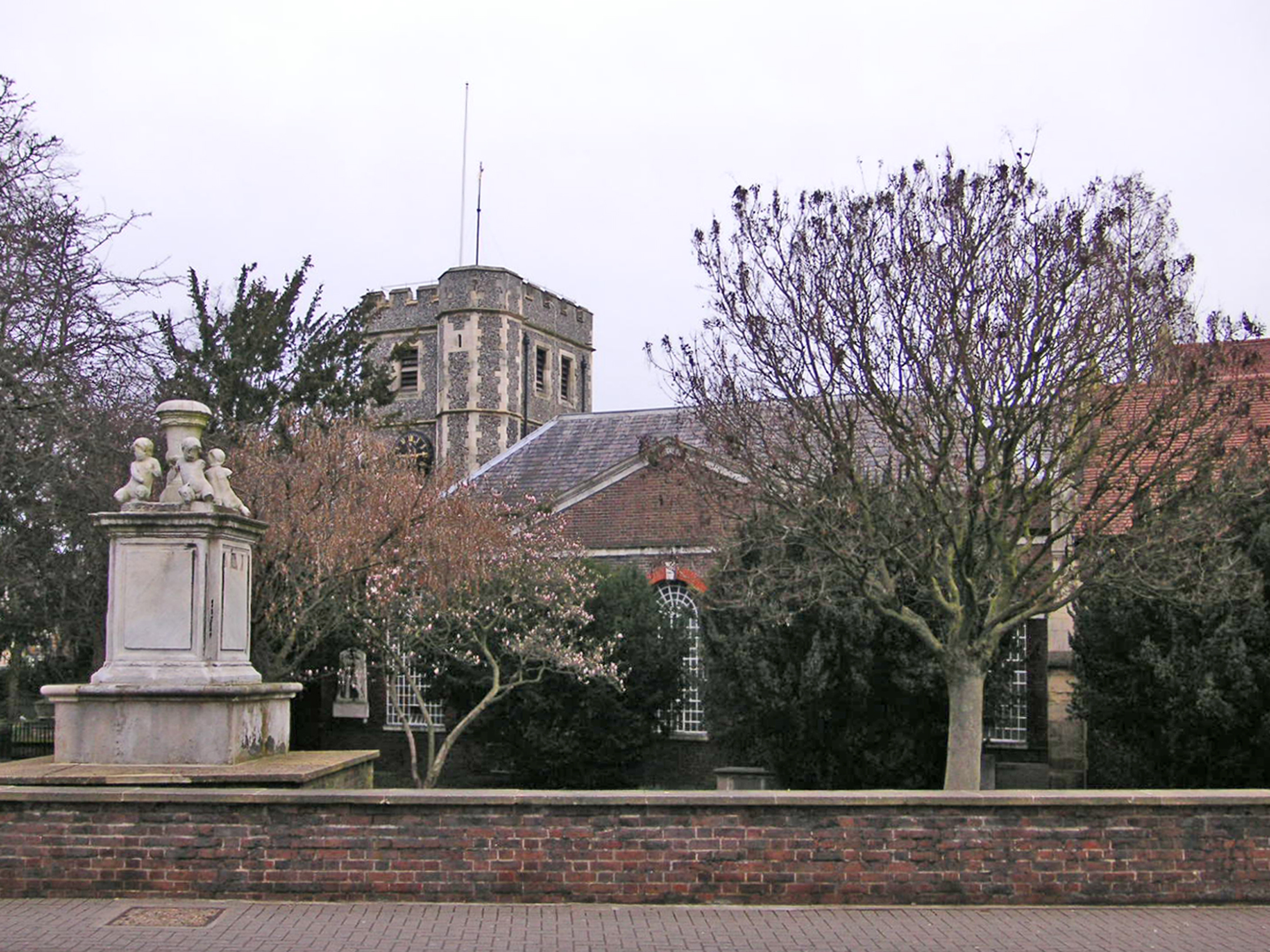
L'église St Mary Magdalene à Richmond.

La vieille église paroissiale de Richmond, dédiée à Marie-Madeleine (St Mary Magdalene en anglais) fut bâtie au XVIe siècle, et modifiée beaucoup de fois après. Enterrés ici sont les acteurs Edmund Kean et Richard Attenborough, et l'auteur du chanson patriotique Rule, Britannia!, James Thomson. Autres églises qui se trouvent à Richmond incluent l'église Saint-Matthias, l'église Sainte-Élisabeth (les deux avec les flèches distinguées) et l'église Saint-Jean-l'Évangile (St John the Divine).
Au sud et sud-est de Richmond se trouve Richmond Park, un parc royal et le parc le plus grand de Londres. Au nord se trouve Old Deer Park, lieu où se trouve l'Observatoire royal de Kew.

## Personnalités associées à la ville
- Henri VII d'Angleterre.
- Élisabeth Ire d'Angleterre.
- Edmund Kean, acteur, mourut à Richmond, et est enterré dans son église.
- Bernardo O'Higgins, le premier président du Chili, étudiait à Richmond. Un buste de lui se trouve près du pont de Richmond.
- Spencer Frederick Gore (1878-1914), artiste peintre, y est mort. Il vécut dans cette ville et laissa de nombreux paysages qui s'en inspire.
- Virginia Woolf, romancière, et son mari Leonard Woolf, auteur, politique et journaliste, habitaient à Richmond.
- Richard Dimbleby, commentateur, naît à Richmond.
- Richard Attenborough, producteur et réalisateur, habitait à Richmond, et est enterré dans son église.
- Colin Chapman, constructeur d'automobiles, naît à Richmond.
- John Turner, premier ministre du Canada en 1984, naît à Richmond.
- Clive Sinclair, inventeur, naît à Richmond.
- John Hawes, prêtre catholique et architecte.
- Ronald Colman, acteur et scénariste, y est né.
- Ted Lasso, entraîneur de football de l'AFC Richmond (club fictif)